# 988 Appella
988 Appella је астероид главног астероидног појаса. Приближан пречник астероида је 25,91 , 
а средња удаљеност астероида од Сунца износи 3,146 астрономских јединица (АЈ). 
Инклинација (нагиб) орбите у односу на раван еклиптике је 1,577 степени, а орбитални период износи 2038,353 дана (5,580 година). Ексцентрицитет орбите астероида износи 0,233. 
Апсолутна магнитуда астероида износи 11,20 а геометријски албедо 0,087.
Астероид је откривен 10. новембра 1922. године.